# Crazy Party Night ~Pumpkin no Gyakushū~
Singles de Kyary Pamyu Pamyu
Mondai Girl
(18 mars 2015) Sai & Co
(20 avril 2016)
Crazy Party Night ~Pumpkin no Gyakushū~ (Crazy Party Night～ぱんぷきんの逆襲～, « Fête nocturne déjantée ~La vengeance de la citrouille~ ») est le onzième single physique officiel de la chanteuse pop japonaise Kyary Pamyu Pamyu sorti en septembre 2015.

## Détails du single
Après la sortie du single Mondai Girl en mars 2015, le single Crazy Party Night ~Pumpkin no Gyakushū~ (écrit, composé et produit par Yasutaka Nakata) sort neuf mois plus tard, le 2 septembre 2015, sur le label UnBORDE (Warner) au Japon, en deux éditions : une régulière et une limitée.
Il atteint la 12e place du classement hebdomadaire des ventes de l'Oricon, c'est la deuxième fois qu'un single de Kyary n'atteint pas l'une des dix premières meilleures places de l'Oricon (après celui intitulé Yume no Hajima Ring Ring en 2014).
L'édition régulière comprend un CD seulement, celui-ci contenant la chanson-titre Crazy Party Night ~Pumpkin no Gyakushū~, trois nouvelles chansons en face B, No No No et Oishiete Dance Floor et Kimama ainsi que leurs versions instrumentales. Il s'agit du premier single de Kyary à contenir plus de chansons inédites en face B, par rapport aux précédents singles (à part le single Mondai Girl contenant deux chansons inédites), n'en contenant qu'une seule. Il s'agit également du deuxième plus long délai de parution entre deux singles de la chanteuse (soit six mois d'écart). Il est le premier single physique de la chanteuse (excepté Kira Kira Killer, considéré comme single non officiel) à ne pas contenir de chansons remixées des singles précédents.
L'édition limitée comprend, en supplément du CD, avec un DVD contenant une vidéo de concert de Kyary Pamyu Pmayu se tenant à Londres (en Angleterre) en automne 2015.
Tout comme les chansons-titres des plus anciens singles de Kyary Fashion Monster (2012) et Mottai Night Land (2013), la chanson Crazy Party Night ~Pumpkin no Gyakushū~ porte sur le thème de Halloween, plus précisément des citrouilles.
La première chanson en face B No No No est utilisée dans un spot publicitaire de la marque "Ice no Mi" de la firme Ezaki Glico, tandis que La deuxième chanson face B Oshiete Dance Floor est servie comme chanson-thème dans un spot publicitaire pour la marque AQUOS 4K de Sharp. La troisième chanson face B Kimama est quant à elle utilisée dans un autre spot publicitaire pour le Tobidase Dōbutsu no Mori (Animal Crossing: New Leaf) de la Nintendo 3DS.

## Liste des titres
Toutes les chansons sont écrites et composées par Yasutaka Nakata.
| CD    | CD                                                                               | CD    | CD | CD | CD | CD | CD | CD | CD |
| No    | Titre                                                                            | Durée |    |    |    |    |    |    |    |
| ----- | -------------------------------------------------------------------------------- | ----- | -- | -- | -- | -- | -- | -- | -- |
| 1.    | Crazy Party Night ~Pumpkin no Gyakushū~ (Crazy Party Night ～ぱんぷきんの逆襲～) | 4:14  |    |    |    |    |    |    |    |
| 2.    | No No No                                                                         | 4:08  |    |    |    |    |    |    |    |
| 3.    | Oshiete Dance Floor (おしえてダンスフロア)                                       | 3:05  |    |    |    |    |    |    |    |
| 4.    | Kimama (きまま)                                                                  | 3:15  |    |    |    |    |    |    |    |
| 5.    | Crazy Party Night ~Pumpkin no Gyakushū~ (instrumental)                           | 4:14  |    |    |    |    |    |    |    |
| 6.    | No No No (Instrumental)                                                          | 4:08  |    |    |    |    |    |    |    |
| 7.    | Oshiete Dance Floor (Instrumental)                                               | 3:05  |    |    |    |    |    |    |    |
| 8.    | Kimama (Instrumental)                                                            | 3:15  |    |    |    |    |    |    |    |
| 29:24 |                                                                                  |       |    |    |    |    |    |    |    |

| 1. | CANDY CANDY (きゃりーぱみゅぱみゅ ～秘密のスウィートパウダールーム～)   |  |
| 2. | Mondai Girl (きゃりーぱみゅぱみゅ ～秘密のスウィートパウダールーム～)   |  |
| 3. | Cherry Bonbon (きゃりーぱみゅぱみゅ ～秘密のスウィートパウダールーム～) |  |
| 4. | do do pi do (きゃりーぱみゅぱみゅ ～秘密のスウィートパウダールーム～)   |  |
| 5. | PONPONPON (きゃりーぱみゅぱみゅ ～秘密のスウィートパウダールーム～)     |  |

## Crédits

### Pochette
- Steve Nakamura – Directeur artistique, designer

### Vidéoclip
- Yusuke Tanaka - Directeur
- Kumiko Iijima - Styliste
- Shinji Konishi, Minako Suzuki - Coiffure et maquillage
- Takeshi Hanzawa - Caméraman
- Kenichi Miyazawa, Jun Sugiyama - Décor
- I COULD NEVER BE A DANCER - Chorégraphie
- Yuki Awatsu, Tomofumi Abe (TYO Productions1) - Producteur